# Bún chả

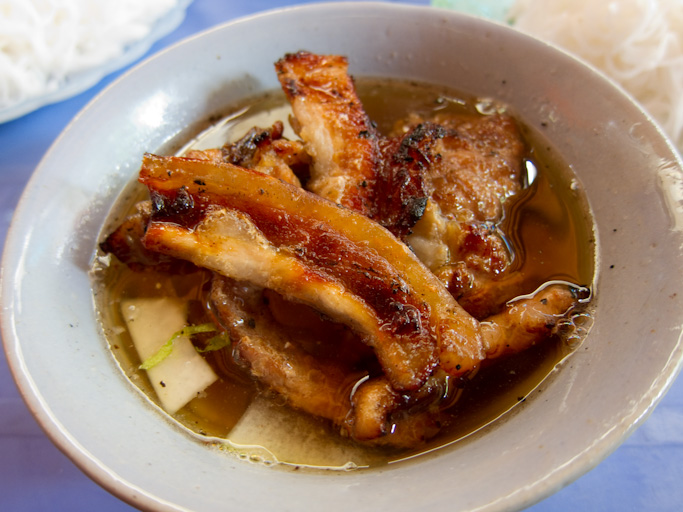
Un piatto di Bún chả

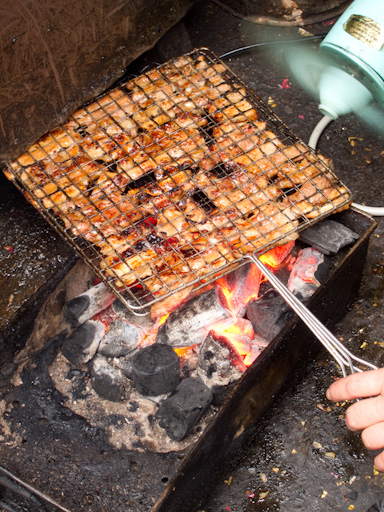
Preparazione di Bún chả

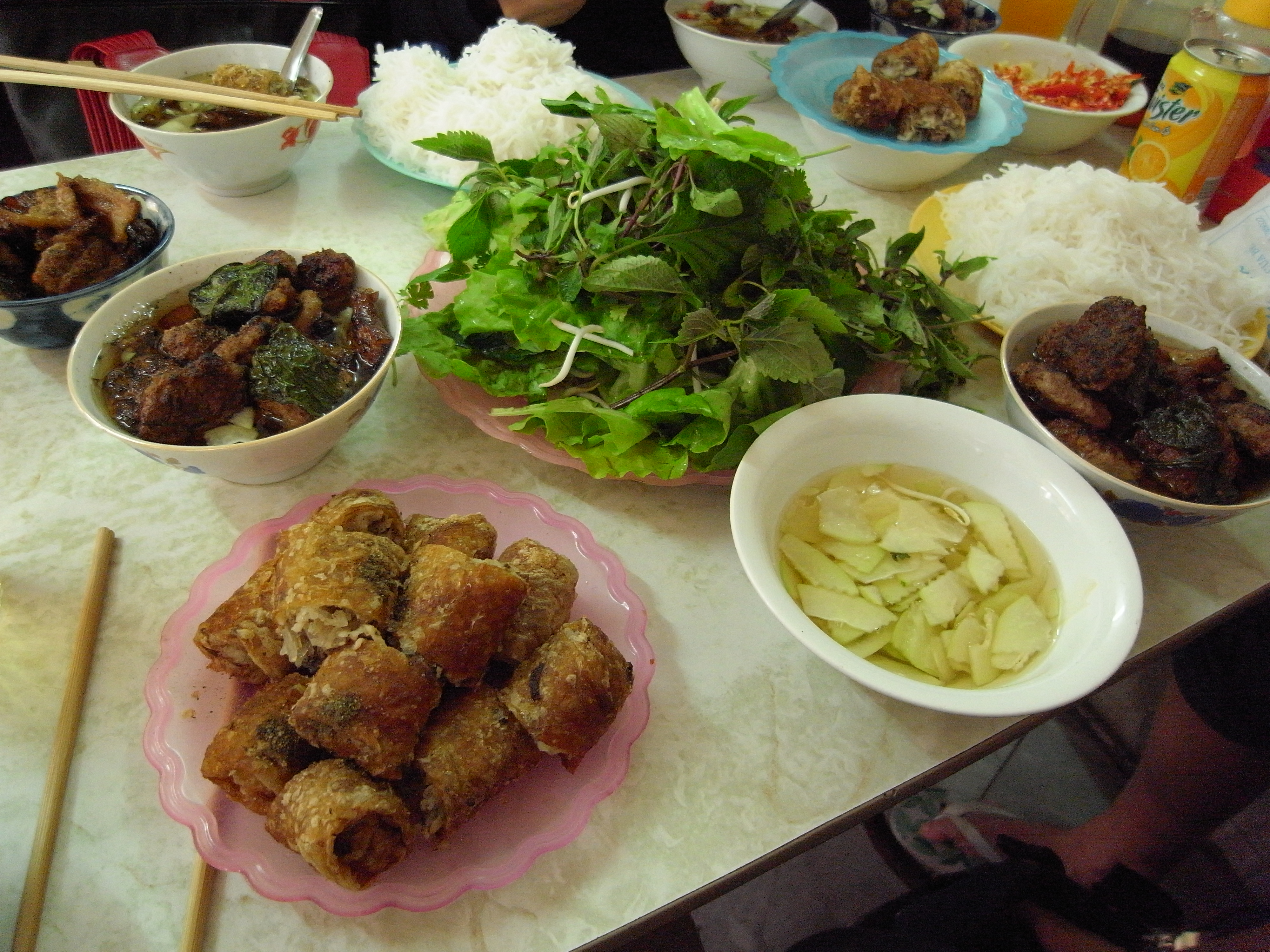
Bún chả in un ristorante di Hanoi

Bún chả, spaghetti di riso con maiale e verdure, è un piatto tipico del Vietnam. Il piatto è stato descritto nel 1959 dallo scrittore vietnamita Vu Bang (1913-1984) che descrisse Hanoi come una città "trafitta dalla Bun Cha". Il primo ristorante a specializzarsi in Bun Cha era un ristorante nel centro storico di Hanoi.